# Marina Miletić
Pour les articles homonymes, voir Miletić.
Marina Miletić est une joueuse de volley-ball croate née le 21 février 1983 à Vukovar, Croatie. Elle mesure 1,80 m et joue centrale.

## Clubs
| Club                 | Pays        | De        | À         |
| -------------------- | ----------- | --------- | --------- |
| ZOK Vukovar          | Croatie     | 1998-1999 | 2000-2001 |
| ZOK Osijek           | Croatie     | 2001-2002 | 2001-2002 |
| Melun-La Rochette    | France      | 2002-2003 | 2004-2005 |
| Le Cannet            | France      | 2005-2006 | 2005-2006 |
| ASPTT Mulhouse       | France      | 2006-2007 | 2006-2007 |
| Le Cannet-Rocheville | France      | 2007-2008 | 2007-2008 |
| Rijeka KVIG          | Croatie     | 2008-2009 | 2009-2010 |
| Dynamo-Yantar        | Russie      | 2010-2011 | 2010-2011 |
| Rabita Bakou         | Azerbaïdjan | 2011-2011 | 2011-2011 |
| Sarıyer Belediyesi   | Turquie     | 2011-2012 | 2011-2012 |
| Galatasaray İstanbul | Turquie     | 2012-2012 | 2012-2012 |
| VK AGEL Prostějov    | Tchéquie    | 2012-2013 | …         |

## Palmarès
- Championnat de France
  - Finaliste :  2004, 2007
- Coupe de France
  - Finaliste : 2008
- Coupe de la CEV
  - Finaliste :  2008
- Championnat d'Azerbaïdjan 
  - Vainqueur :  2011
- Coupe de la CEV 
  - Finaliste :2012
- Coupe de Turquie
  - Finaliste :2012.
- Coupe de Tchéquie
  - Vainqueur : 2013.
- Championnat de Tchéquie
  - Vainqueur : 2013.